# تلول العقر

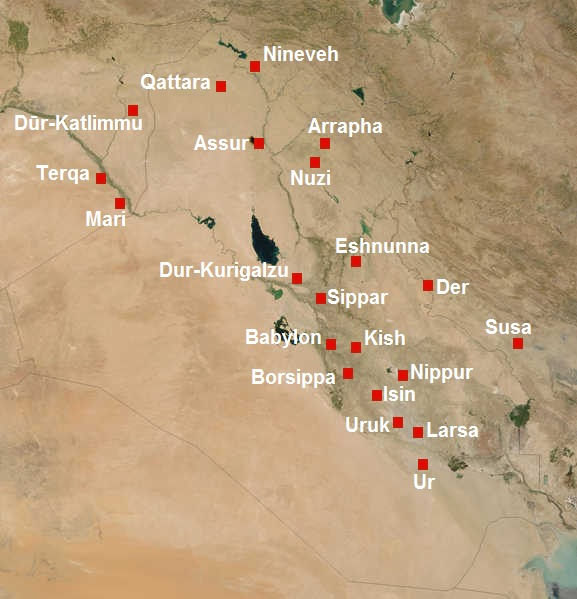
بلاد ما بين النهرين في الألفية الثانية قبل الميلاد (أسماء الأماكن بالفرنسية)

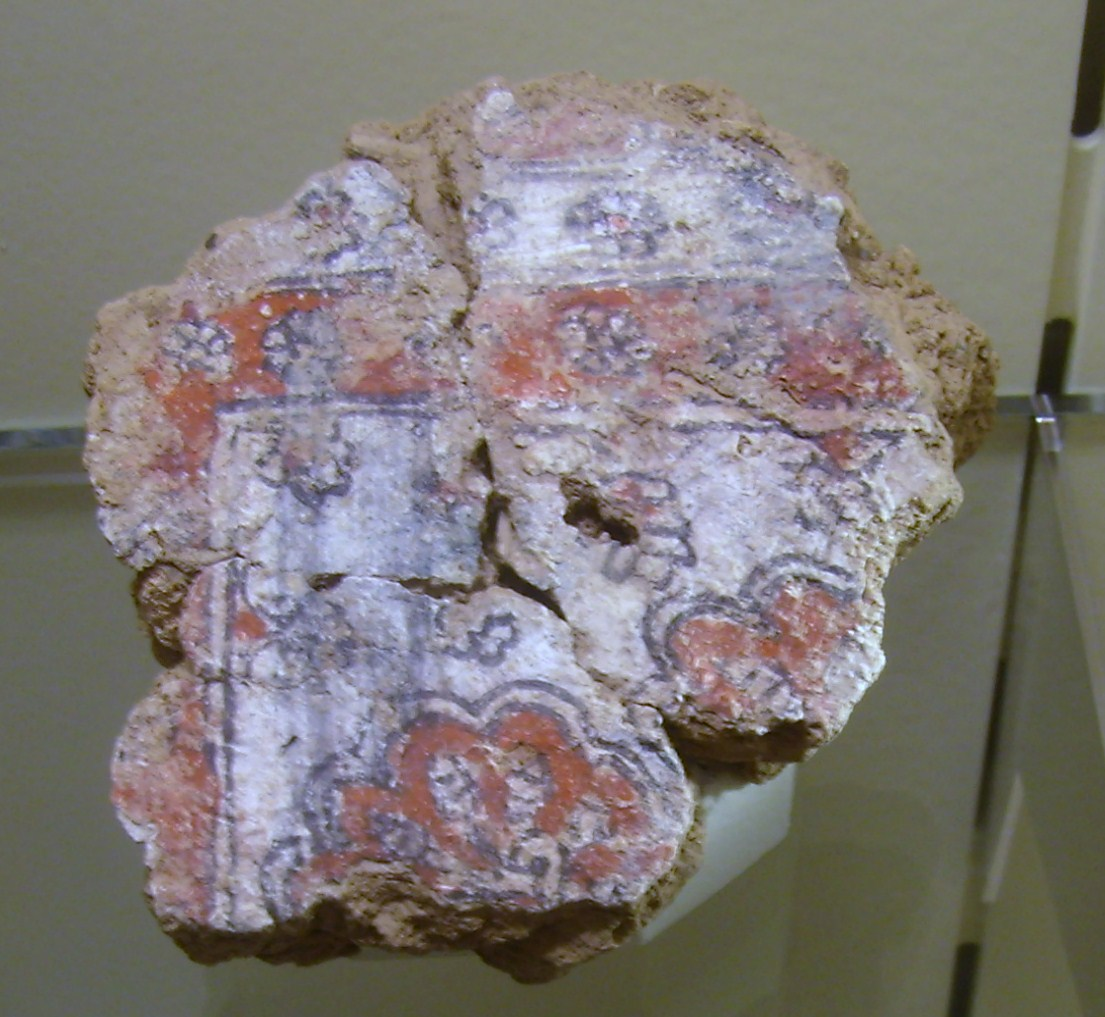
جزء من لوحة جدارية من القصر في تلول العقر

كانت تلول العقر (تلول العقر الحديثة في محافظة صلاح الدين، العراق ) مركزًا جديدًا للعبادة لآشور وربما عاصمة جديدة أسسها الملك الآشوري توكولتي-نينورتا الأول (حوالي 1243-1207 قبل الميلاد) إلى الشمال مباشرة من آشور. ويعني اسمها "ميناء توكولتي-نينورتا".

## تاريخ
كانت تلول العقر مؤسسة جديدة حوالي 3 كـم (1.9 ميل) إلى الشمال من مدينة آشور، والتي كانت العاصمة القديمة للإمبراطورية الآشورية. تقع مدينة تلول العقرتلول العقر على الضفة الشرقية لنهر دجلة. كانت مساحة المنطقة المسورة من المدينة حوالي 800 متراً في 800 متراً. وفي الوسط كان هناك جدار يقسم المدينة إلى جزء غربي وجزء شرقي. وفي الجزء الغربي، بالقرب من النهر، تم حفر معبد للإله الآشوري الرئيسي، آشور. كان مجمع المعبد الذي تبلغ مساحته حوالي 53 مترًا في 90 مترًا، يحتوي على زقورة على جانبه الغربي. وقد عثر في الزقورة على نص يحدد المعبد كمعبد آشور، كما يوفر هوية للمدينة (كانت المدينة معروفة بالفعل قبل الحفريات من نصوص أخرى). ومن النصوص اللاحقة، من المعروف أن صورة عبادة الإله قد تم نقلها من آشور إلى هذا المعبد.
إلى الشمال من المعبد كان يقع القصر الملكي. تم وضع القصر على منصة يبلغ ارتفاعها في الأصل حوالي 18 مترًا. لقد فقدت كل بقايا مبنى القصر الموجود على المنصة، على الرغم من العثور على العديد من اللوحات الجدارية. ويظهرون أن القصر كان مزخرفًا بشكل غني. تم العثور على مبنى قصر ثانٍ محفوظ بشكل سيئ بجوار القصر. ربما كان هذا المدخل لمجمع قصر أكبر، يضم القصرين.
أصبحت المدينة مهجورة إلى حد كبير بعد وفاة الملك توكولتي نينورتا الأول، مع استمرار الاحتلال البسيط لها خلال الفترة الآشورية الحديثة. تم إرجاع صورة عبادة آشور إلى آشور.

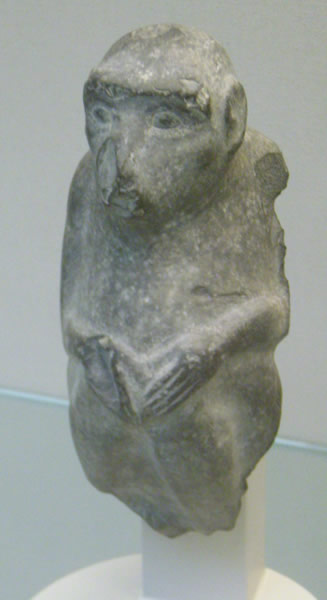
تمثال حجري لقرد من تلول العقر

## علم الآثار

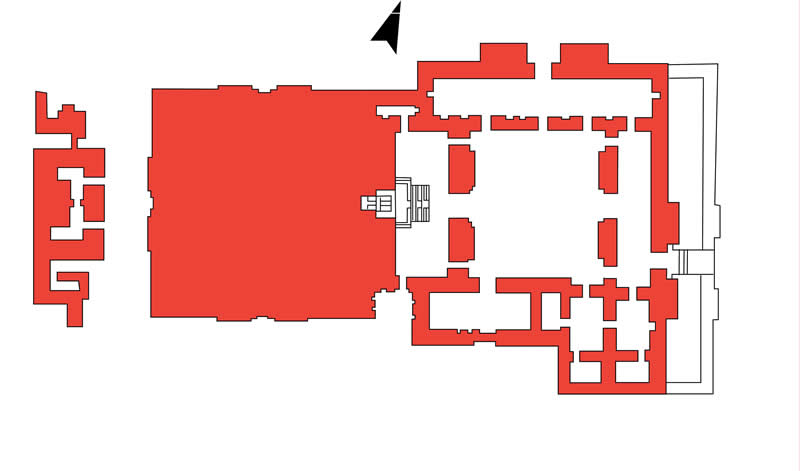
مخطط معبد آشور

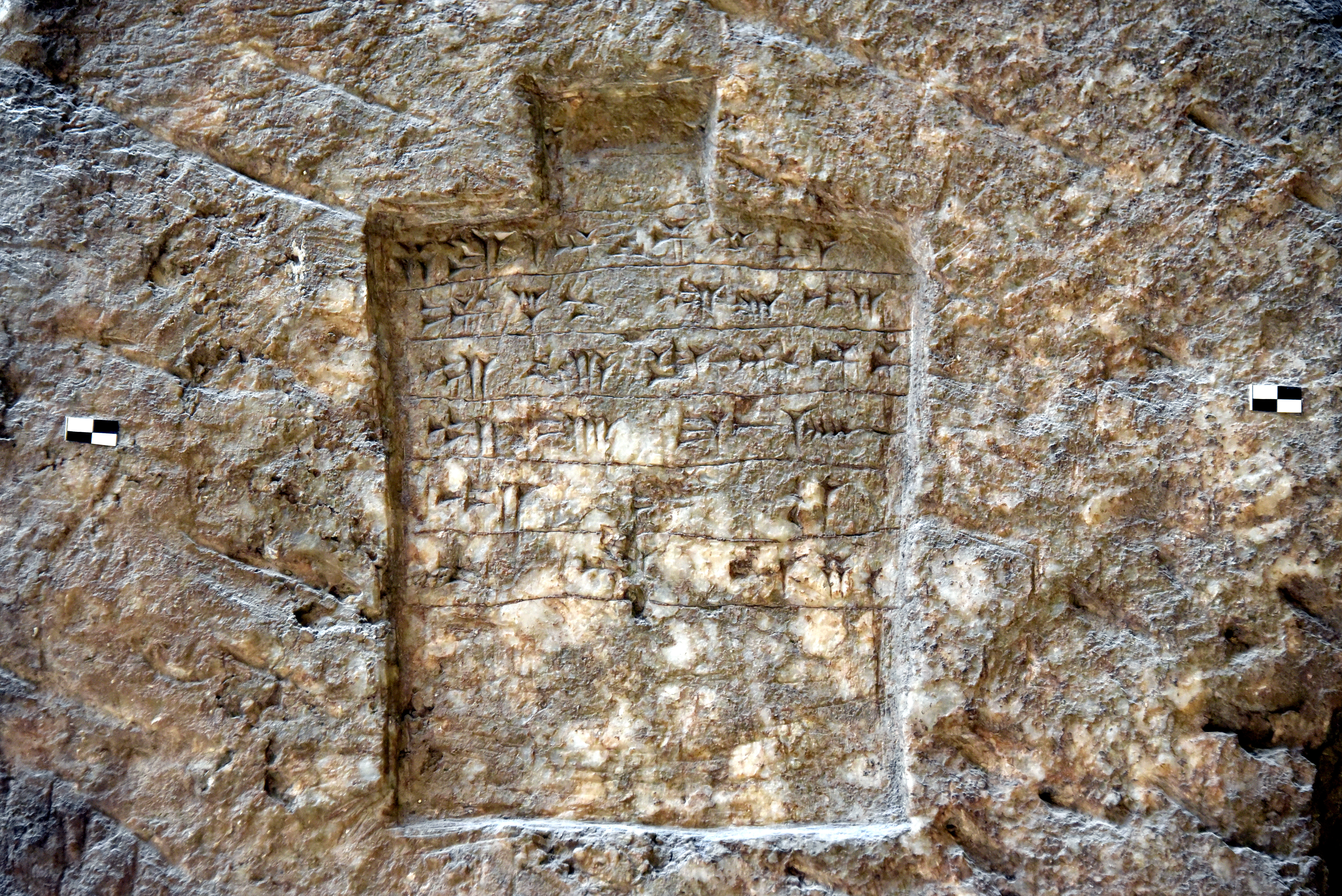
شاهدة لأدد بيل أوكين، حاكم ليبي علي، كار توكولتي نينورتا، إكالاتوم، إيتو، وروقاهو. من آشور، العراق. 780 قبل الميلاد متحف بيرغاموم

تم التنقيب لأول مرة في تلول العقر في الفترة من 1913 إلى 1914 من قبل فريق ألماني من شركة Deutsche Orient-Gesellschaft ( الشركة الشرقية الألمانية ) بقيادة والتر باخمان، والذي كان يعمل في نفس الوقت في آشور. وتوجد هذه الآثار الآن في متحف بيرغاموم في برلين، وفي المتحف البريطاني، وفي إسطنبول. ولم ينشر باخمان نتائجه، وفقدت ملاحظاته الميدانية. ولم يظهر تقرير الحفر الكامل إلا في عام 1985
تم استئناف العمل في الموقع في عام 1986 بمسح أجراه فريق من مؤسسة الأبحاث الألمانية بقيادة ر. ديتمان. تم إجراء موسم التنقيب في عام 1989. أظهر المسح أن الموقع، الذي كان من المعتقد أنه يغطي 62 هكتارًا فقط، امتد في الواقع إلى ما لا يقل عن 240 هكتارًا.

## ملحوظات
1. ↑  R. Dittman, Ausgrabungen der Freien Universitat Berlin in Assur und
Kar-Tukulti-Ninurta in den Jahren 1986-89, MDOG, vol. 122, pp. 157-171, 1990
2. ↑  Reinhard Dittmann, Kar‐Tukulti‐Ninurta Through the Ages: A Short Note, in; P.A. Miglus/S. Mühl (Eds.) Between the Cultures. The Central Tigris Region from the 3rd to the 1st Millennium BC, Heidelberger Studien zum Alten Orient 14, pp. 165–178, 2011

## روابط خارجية
- صفحة الويب الخاصة بموقع Deutsche Orient-Gesellschaft (باللغة الألمانية)